# 中国历代年号考
中国历代年号考是1981年中華書局出版的一本有關中國古代年號的著作，作者是李崇智。該書記載了中國境內漢文古籍記載的漢武帝建元年號至中華人民共和國建國前包括農民起義等在內大部分政權共計800個年號。